# Petros Themelis
Petros G. Themelis (griechisch Πέτρος Θέμελης; * 1936 in Thessaloniki; † 27. Oktober 2023 in Kalamata) war ein griechischer Klassischer Archäologe.

## Leben
Petros Themelis war der Sohn des Dichters George Themelis. Er studierte von 1955 bis 1959 Klassische Archäologie und Klassische Philologie an der Universität Thessaloniki. Von 1960 bis 1962 leistete er seinen Militärdienst ab und wurde anschließend wissenschaftlicher Assistent am Archäologischen Museum Thessaloniki. In dieser Zeit nahm er an Ausgrabungen in Thessaloniki, Pella, Lefkandi auf Euböa, in Stratoni auf Chalkidiki sowie am Palast in Vergina teil. Von 1963 bis 1969 war er in der Position eines Epimelet des archäologischen Dienstes in Olympia, Attika und auf Euböa tätig. An der LMU München wurde Themelis 1972 mit der Arbeit Frühgriechische Grabbauten promoviert. Ein Jahr später wurde er „Ephoros“ der Altertümer in der Regionen Phokis, West-Lokris sowie Aetolien/Akarnanien. 1980 wechselte er auf den neu geschaffenen Direktorenposten für Paläoanthropologie und Höhlenforschung.
Im Jahr 1984 wurde Themelis Professor an der Universität Kreta mit Sitz in Rethymnon. Er leitete die ausgedehnten Grabungen und Restaurierungs-Arbeiten im antiken Messene und führte außerdem Grabungen in Eleutherna auf Kreta durch. Er war Vorsitzender der Gesellschaft für Messenische Studien und korrespondierendes Mitglied des Deutschen Archäologischen Instituts und des Österreichischen Archäologischen Instituts.
Petros Themelis starb am 27. Oktober 2023 in einem Krankenhaus in Kalamata im Alter von 87 Jahren.

## Veröffentlichungen (Auswahl)
- Frühgriechische Grabbauten. Zabern, Mainz 1976 (Dissertation München 1972)
- Mykene. Die Monumente und die Funde. Athen 1985
- Η αρχαία Μεσσήνη (He archaia Messene). Athen 1999 (deutsche Ausgabe: Das antike Messene. Athen 2003, ISBN 9789602142066)
- Ήρωες και ηρώα στη Μεσσήνη (Heroes kai heroa ste Messene). Athen 2000
- Das Poseidonheiligtum bei Akovitika in Messenien. Struktur und Entwicklungszusammenhang eines regionalen Zentrums, Wiesbaden 2010 (mit M. Kiderlen)

Darüber hinaus hat Themelis zahlreiche Aufsätze veröffentlicht, im Spätwerk vor allem zu Messene, unter anderem zu den dort gefundenen Originalwerken des antiken Bildhauers Damophon von Messene.